# Hemingbrough Minster

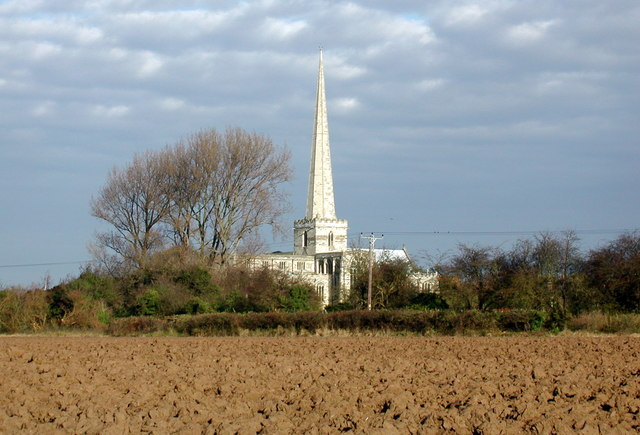
Hemingbrough Minster

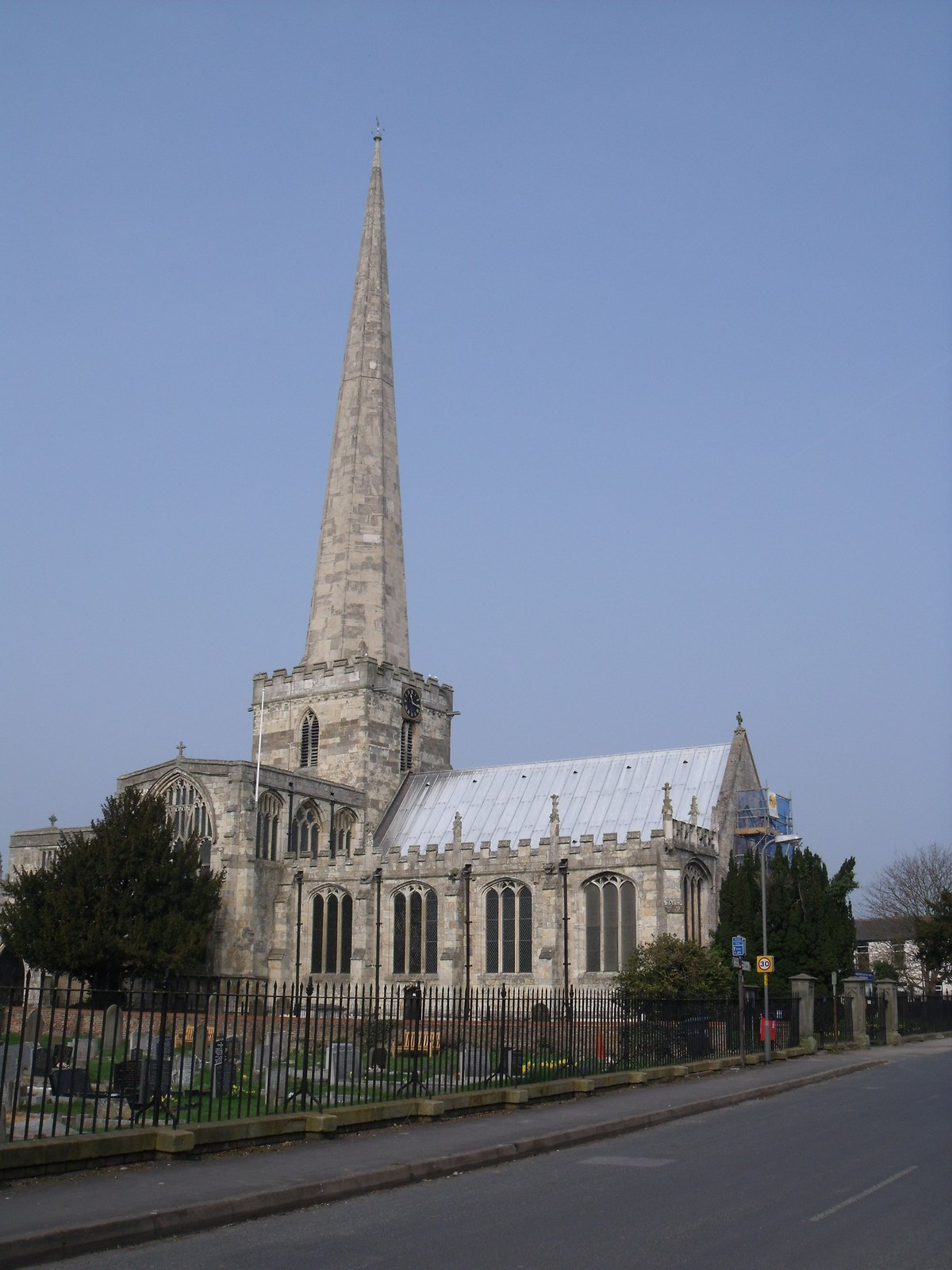
Hemingbrough Minster

Das dem Erzbistum York zugehörige und der Jungfrau Maria geweihte Hemingbrough Minster ist eine mittelalterliche Kirche der Church of England im Ort Hemingbrough in der Grafschaft (county) North Yorkshire. Sie ist als Grade-I-Baudenkmal eingestuft.

## Lage
Ort und Kirche liegen am Fluss Ouse ca. 25 km südlich der Großstadt York bzw. ca. 8,5 km südöstlich der Stadt Selby in der flachen und überwiegend agrarisch genutzten Landschaft der Humberhead Levels. Die Ortschaft Howden und ihr Minster liegen weitere ca. 8,5 km südöstlich.

## Geschichte
Das Hemingbrough Minster gehörte seit seiner Gründung im Jahr 1086 zu einem mit der Kathedrale von Durham assoziierten und über großen Grundbesitz verfügenden Priorat (Durham Priory). Seit dem 14. Jahrhundert wurden der Kirche wundersame Heilungen nachgesagt und mehrere regionale Grundherren ließen sich hier bestatten. Im Jahr 1427 wurde die Kirche zu einer Stiftskirche umgewandelt, doch gingen sie und ihre Besitztümer im Rahmen der Auflösung der englischen Klöster (1536–1541) in staatlichen Besitz über; im Jahr 1545 wurde sie auf den Status einer Pfarrkirche herabgestuft.

## Architektur
Das dreischiffige und mit einem Querhaus versehene Kirchengebäude entstammt dem 12. Jahrhundert; in der Folgezeit wurde es jedoch wiederholt verändert, wenngleich keine steinernen Gewölbe eingezogen wurden. Beachtlich ist der in der 1. Hälfte des 15. Jahrhunderts errichtete ca. 38 m hohe steinerne, aber maßwerklose Spitzhelm mit achteckigem Grundriss über dem ca. 20 m hohen Vierungsturm, der einen quadratischen Grundriss hat. Der Chorbereich (chancel) ist – wie bei den meisten englischen Kirchen üblich – flach geschlossen. Die Fenster zeigen sowohl Formen des Decorated als auch des Perpendicular Style.